# 岐阜県立白川高等学校
岐阜県立白川高等学校（ぎふけんりつしらかわこうとうがっこう）は、岐阜県加茂郡白川町に所在した公立の高等学校。

## 概要

### 沿革
- 1976年（昭和51年） - 開校。
- 2007年（平成19年） - 岐阜県立加茂高等学校に統合され、2009年（平成21年）に閉校した。統合時点では1学年3クラスであった。岐阜県立加茂高等学校白川キャンパスないしは白川校舎と呼ばれていた。

### 廃校後
廃校後、運動場と体育館は2011年（平成23年）開催の第67回国民体育大会（通称：ぎふ清流国体）の白川町特設ライフル射撃競技場として使用された。その後、白川町により整備され、2014年（平成26年）に「清流国体記念運動公園大野台パーク」として利用されている。

## 設置学科
- 普通科

## 所在地
- 〒509-1105：岐阜県加茂郡白川町河岐1480

## 著名な卒業生
- 野尻哲史 - エコノミスト
- 佐伯正貴 - 岐阜県白川町長
- 中山七里 - 小説家